# 在ジャマイカ日本国大使館
在ジャマイカ日本国大使館（英語: Embassy of Japan in Jamaica）は、ジャマイカの首都キングストンにある日本の大使館。
ジャマイカに加えて、バハマとベリーズも兼轄している。

## 沿革
- 1952年4月28日、サンフランシスコ平和条約の発効により日本国が独立、当時ジャマイカを領有していたイギリスも同条約締結国のうちの一国[2]
- 1962年8月6日、ジャマイカがイギリスから独立し、日本は独立と同時にジャマイカを主権国家として承認[3]
- 1964年5月12日、在ジャマイカ兼勤駐在官事務所としてキングストンに大使館が開館[4]、但しその後30年近くにわたって特命全権大使はドミニカ共和国常駐であった[3]
- 1975年11月、駐在官がキングストン常駐開始[3]（駐在官の対外的な肩書は臨時代理大使[5]）
- 1995年1月、兼勤駐在官事務所に代わって、キングストンに在ジャマイカ日本国大使館の実館が開設[3]、キングストン常駐の初代大使には在ニューヨーク日本国総領事館公使の大久保基が任命された[6]
- 1995年9月7日、キングストン常駐の大久保基大使が兼轄大使として在バハマ大使に任命され、キングストンの大使館が在バハマ日本国大使館としての兼轄を開始[7]
- 2006年1月1日、キングストンの大使館が在ベリーズ日本国大使館としての兼轄を開始[1]

## 住所
NCB Towers, North Tower, 6th Floor, 2 Oxford Road, Kingston 5